# روبرتو أغيري
روبرتو أغيري (بالإسبانية: Roberto Aguirre)‏ مواليد 10 فبراير 1942 في بوينس آيرس، هو لاعب كرة قدم أرجنتيني سابق كان يلعب كمدافع.

## المسيرة الاحترافية

### أندية لعب لها
- كيلمس
- نيولز أولد بويز
- نادي راسينغ
- بانفيلد

## روابط خارجية
- روبرتو أغيري على موقع قاعدة بيانات كرة القدم.إي يو (الإنجليزية)
- روبرتو أغيري على موقع ناشيونال فوتبول تيمز (الإنجليزية)